# 헤일리는 임무중!
헤일리는 임무중!(영어: Hailey's On It!)는 2023년 6월 8일에 디즈니 채널에서 첫 방송이 되었다.

## 출연진
한국어판
- 장예나 - 헤일리 뱅크스
- 남도형 - 스콧 드노가
- 방성준 - 베타

일본어판
- 미나세 이노리 - 헤일리 뱅크스
- 키미나리타 코스케 - 스콧 드노가
- 마미야 야스히로 - 베타

## 우리말 연출
- 번역 : 유지원 → 김상훈
- 더빙 감독 : 박선영
- 더빙 스튜디오 : 위프로
- 한국어 제작 : Disney Character Voices International, Inc.
- 기획 : 월트디즈니컴퍼니코리아 유한책임회사

일본어판 스탭
- 번역 : 노리유키 코니시
- 더빙 감독 : 사사키 유카 (스튜디오 에코)
- 음악 감독 : 키무라 사토코
- 일본어 제작 : Disney Character Voices International, Inc.
- 기획 : 월트디즈니컴퍼니재팬㈜